# فرانس آرنهاوتس
فرانس آرنهاوتس (انگلیسی: Frans Aerenhouts؛ زادهٔ ۴ ژوئیهٔ ۱۹۳۷ – ۳۰ ژانویهٔ ۲۰۲۲) دوچرخه‌سوار اهل بلژیک بود.